# Rentrer en Soi
 (novembre 2012).
Si vous disposez d'ouvrages ou d'articles de référence ou si vous connaissez des sites web de qualité traitant du thème abordé ici, merci de compléter l'article en donnant les références utiles à sa vérifiabilité et en les liant à la section « Notes et références ».
Rentrer en Soi est un groupe japonais qui tient une place à part dans le monde du visual kei. En dépit d'un long démarrage, ils gagnent en popularité en partie grâce à Yukari (ex Baiser) qui fut leur producteur pendant un temps.
Ils ont soudainement annoncé le mardi 16 septembre 2008 leur séparation. Leur dernier concert s'est déroulé le 25 décembre 2008 au Shibuya Club Quattro.

## Formation

### Membres
- Satsuki
- Takumi
- Shun
- Ryo
- Mika

### Anciens membres
- Ao

## Discographie

### Singles & Maxi-singles
- 27/03/2002 - Hitsuu Kizuato
- 16/03/2003 - Hoshikuzu no Rasen -ReSpirial- -ReSpirial-
- 16/03/2003 - Shinwa
- 16/03/2003 - Ichigo Oblate
- 01/05/2003 - Sakura Mai ~Yume no Naka Mezamereba... ~... ～
- 10/02/2004 - Jutaikokuchi ~ La Renaissance 受胎告知～La Renaissance
- 27/10/2004 - wither
- 27/02/2005 - Zenkei iro Kusari Hateru Ima, Yuiitsu... ､一...
- 25/05/2005 - Mizu Yumemiru Chouchou
- 22/02/2006 - PROTOPLASM
- 26/04/2006 - Karasuiro no Taiji
- 25/10/2006 - I hate myself and want to. . .
- 20/12/2006 - Misshitsu to Kodoku ni Dokusareta Yuuutsu
- 28/03/2007 - THE ABYSS OF DESPAIR
- 18/04/2007 - AMONGST FOOLISH ENEMIES
- 26/03/2008 - STIGMATA (B-TYPE)
- 26/03/2008 - STIGMATA (A-TYPE)
- 30/07/2008 - UNENDING SANCTUARY

### Albums & Mini-albums
- 30/03/2004 - Yurikago
- 26/01/2005 - Sphire-Croid
- 24/08/2005 - Astre no Ito
- 24/08/2005 - Kein no Hitsugi
- 31/05/2006 - RENTRER EN SOI
- 31/05/2006 - RENTRER EN SOI (CD + DVD album)
- 01/08/2007 - THE BOTTOM OF CHAOS
- 01/08/2007 - THE BOTTOM OF CHAOS (CD + DVD album)
- 22/10/2008 - MEGIDDO
- 19/11/2008 - AIN SOPH AUR

### Demos
- 19/06/2001 - Hajimari no namida no oto ga kaze ni kisareru yoru ni...
- 22/08/2001 - Hajimari no namida no oto ga kaze ni kisareru yoru ni... demo tape
- 25/12/2001 - Torikago to maria Special X'mas demo tape

### DVD
- 25/08/2004 - Cinema Cradle
- 04/03/2009 - MILLENARIANISM ~THE WAR OF MEGIDDO~